# 한국의 술 문화
한국의 술 문화는 사회 구조, 생활 방식, 전통에 대해 많은 것을 드러낸다. 술 그 자체는 또한 그 나라의 지리, 기후, 문화를 반영한다.
한국의 독자적인 술 제조에 대한 관심은 고려 왕조 (946–943) 동안 생겨났는데, 그 때 외국 문화에 노출되고 증류수의 도입이 독특한 술을 증류하는 기초와 기술을 만들었다.
한국에서 술을 마시는 것은 가족과 친구 사이의 유대를 만들고 형성하는 것을 돕는다. 술을 마시는 것은 조상에게 경의를 표하는 것과 같은 전통적인 가족 의식 전반에 걸쳐 매우 광범위하게 펼쳐져 있다. 전통적인 명절과 가정의례 속에 술 마시는 것 이외에도, 술을 마시는 것은 현대화되었고 한국 문화 속 사회화의 큰 부분이 되고있다.

## 한국 음주문화의 역사
한국은 명절과 계절 행사를 기념하기 위해 술을 마시는 오랜 전통이 있는데, 한국인들은 조상들을 기리고 이웃 및 친구들과 선의를 교환하곤 한다. 주로 한국의 명절인 새해, 모내기 하는 날, 그리고 추석에 모여 술을 마신다.

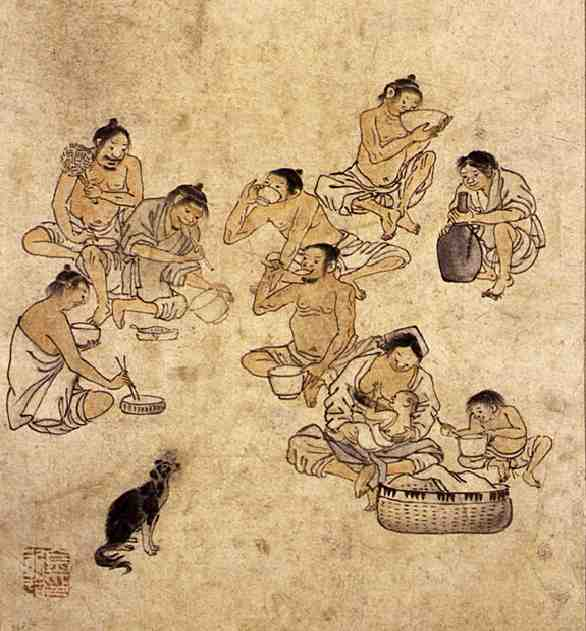
김홍도의 "점심"

### 농사
술을 마시는 것은 종종 한 계절의 경과와 관련된 농업 활동과 관련이 있다. 수확이 끝나면 농부들은 봄을 기대하면서 술을 빚고 발효시키는 데 시간을 보냈다.
한국의 농부들은 아침에 밭으로 떠나기 전에 가벼운 아침 간식(새참)과 함께 막걸리(탁주) 한 잔을 마시는 경우가 많았다. 그들이 일하는 동안 한국 전통음악(농악)이 연주되었다.

### 한국의 새해
새해에 한국의 조상들은 질병과 나쁜 기운을 몰아내기 위해 소주를 마셨고, '소주'는 봄이 오는 것을 환영하는 의미를 지닌다. 소주의 한 종류는 도소주라고 불리며, 한약재와 청주 등으로 만든다.
또한, 음주는 어른과 아이 가릴 것 없이 병을 치유하기 위한 약으로 사용되었다. 그리하여 한국의 선조들은 대대로 술 풍습을 물려주기 위해 많은 노력을 기울였다.

### 대보름
음력으로 새해 15일은 한국의 전통 명절이다. 많은 사람들이 새해 첫 보름달을 맞아 전국에서 열리는 달맞이 행사에 참석한다. 그날 밤에는, 한국인들은 다음 해 좋은 소식을 빨리 듣기를 바라며 대보름이나 "귀 쫑긋거리는 술"을 마신다. 아이들은 술을 마시지는 않지만, 아이들의 입술이 유리잔에 닿도록 하고, 아픔이 없기를 바라는 마음에서 굴뚝에 술을 붓도록 어른들은 권장한다.

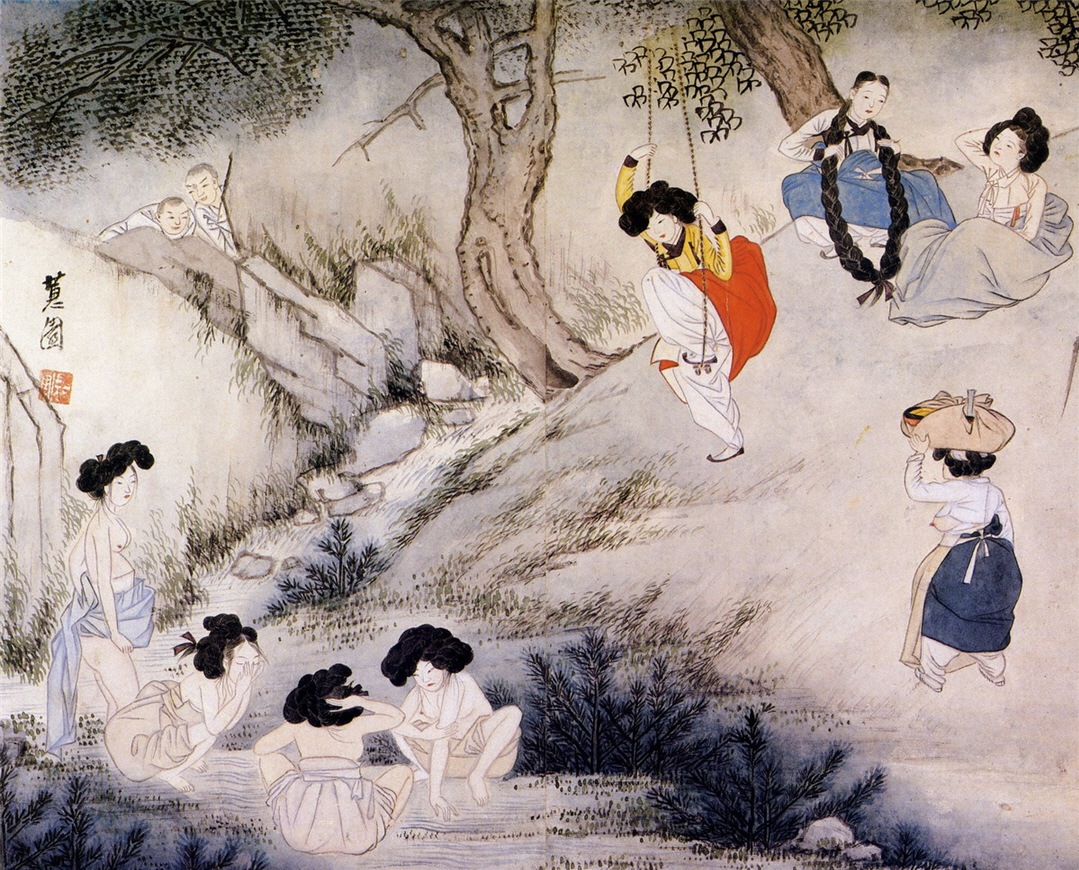
신윤복의 '단오풍정'

### 단오
음력 5월 5일은 '단오'라고 불린다. 이 날은 중요한 명절로 모내기의 이식과 음기가 가장 약하고 양기가 가장 강한 때를 기념한다.
'단오' 기간 동안의 관습은 그들의 조상들을 위해 제사를 지내고 창포주라고 불리는 석창포를 섞은 음료로 그 날의 분위기를 띄우는 것이었다. 음료에 들어있는 성질은 악령을 물리치고, 불행에서 벗어나게 하고, 건강과 장수를 증진시키게 한다고 전해진다.
이 시대에 대부분의 한국인들은 유교의 가르침에 의해 여성과 사회의 특정 구성원들이 술을 마시거나 다른 사람을 위해 술을 따르는 것을 금지했다. 그러나 현대에는 누구나 술을 마시거나 술을 따라주곤 한다.

## 술을 마실 때의 예의
한국인들은 술을 마시는 데 있어서 엄격한 예의를 가진다. 연장자에게 잔을 받을 때는 두 손으로 잔을 들고(왼쪽 손바닥은 아래, 오른손은 잔을 들고) 고개를 살짝 숙여야 한다. 술을 마실 때가 되면 술을 마시는 사람은 연장자로부터 고개를 살짝 돌리고 손으로 입과 잔을 막아야 한다. 처음 받은 술은 한 번에 마시는 것이 예의다. 술잔이 비었을 때, 술을 마신 사람은 술을 따라준 사람에게 잔을 돌려주고, 술을 마신 사람은 그들에게 한 잔을 따라준다. 이러한 술을 마시는 방법이 술이 비워질 때까지 일련의 순서로 반복되어야 한다.
1300년대 중반, 한국에 술의 예절과 문화가 들어왔다. 한국에는 술을 마시는 것에 대한 많은 예절들이 있다. 그 중에는 '항음주례'라고 불리는 전형적인 음주 문화가 있다. 항음주례는 전통적인 행사로, 유생들이 모여 술을 마시고 그 모습을 보며 술에 대한 예의를 익히는 행사였다. 그것은 또한 사람들이 자애로운 사람들을 존중하고 노인을 부양해야 한다는 것을 의미했다. 그것은 매년 10월에 열렸다.
'향음주례' 에서 한국의 음주문화에서 가장 중요한 것은 매너이다. 한국인들은 음주 예절이 중요하다고 믿었다. 술을 마실 수 있는 나이가 되면, 그들은 어른들로부터 다른 사람들과 술을 마시는 법을 배우는데, 한국 조상들은 술을 따르고 받는 것이 그릇보다 중요하다고 생각했기 때문이다.

### 술 따르기

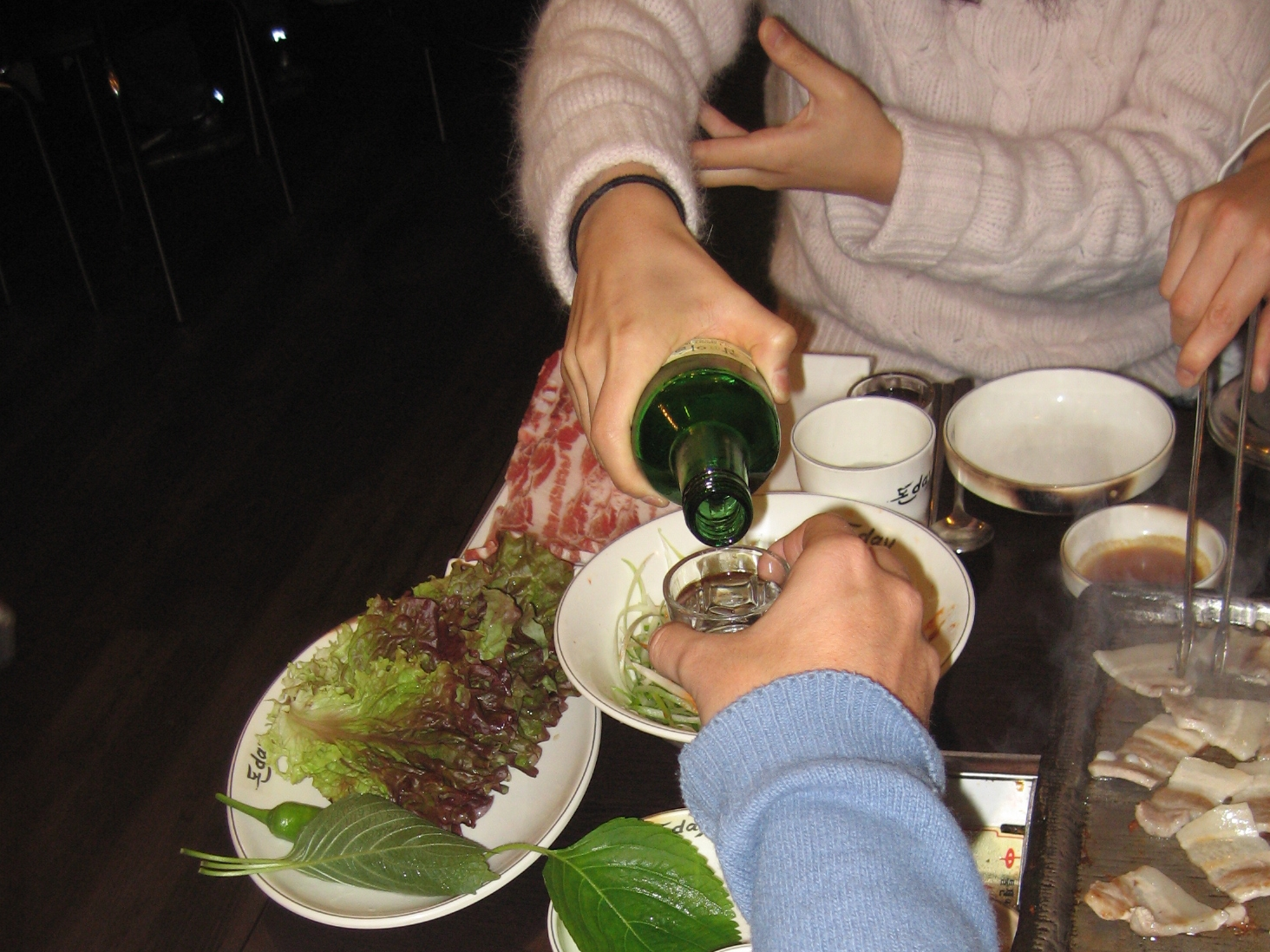
잔에 부어지는 소주 한 잔

한국에서는, 어떤 사람이 다른 어른에게 술을 줄 때, 그 사람은 두 손으로 정중하게 술을 권하는 것이 전통이다. 술을 따를 때는 오른손으로 병을 잡고 왼손으로 오른손 손목을 가볍게 잡아야 한다. 술잔이 빌 때까지 기다렸다가 한 잔 더 따르는 것이 관례다.

### 술 받기
술을 받는 전통도 있다. 술을 받을 때, 술을 따를 때도 같은 에티켓이 적용된다. 연장자가 나이 어린 사람에게 술을 줄 때, 그 사람보다 젊은 사람은 "감사합니다" 라고 말하며 정중하고 감사한 마음으로 술을 받아야 한다. 다음 단계는 잔을 부딪힌 다음, 그것을 내려놓는 것이다. 이것은 어른들을 존중하는 의미이기도 하다. 또 맥주를 마실 때는 젊은 사람이 고개를 돌려 술을 마실 때는 윗사람과 직접 시선을 마주하지 않도록 하는 것이 옳다.

## 현대 한국의 음주문화

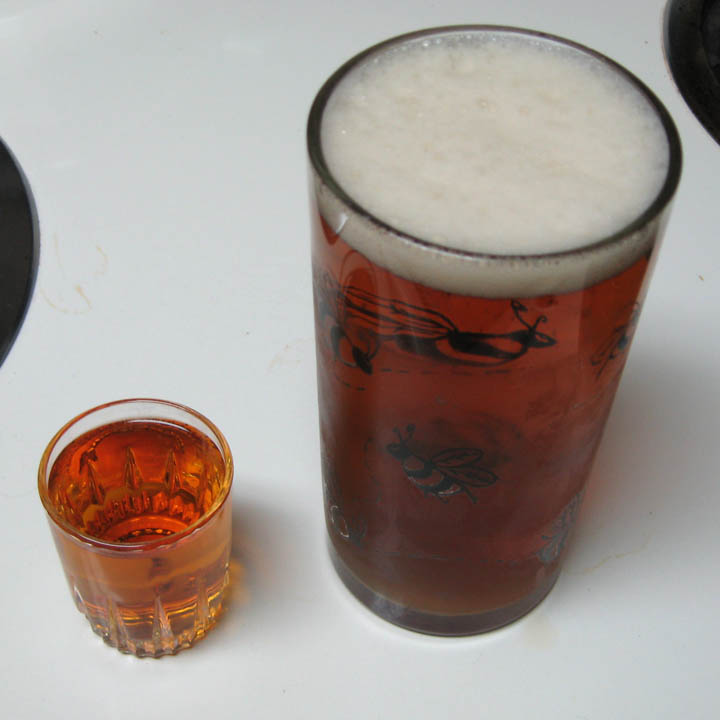
맥주와 독주로 만든 폭탄주

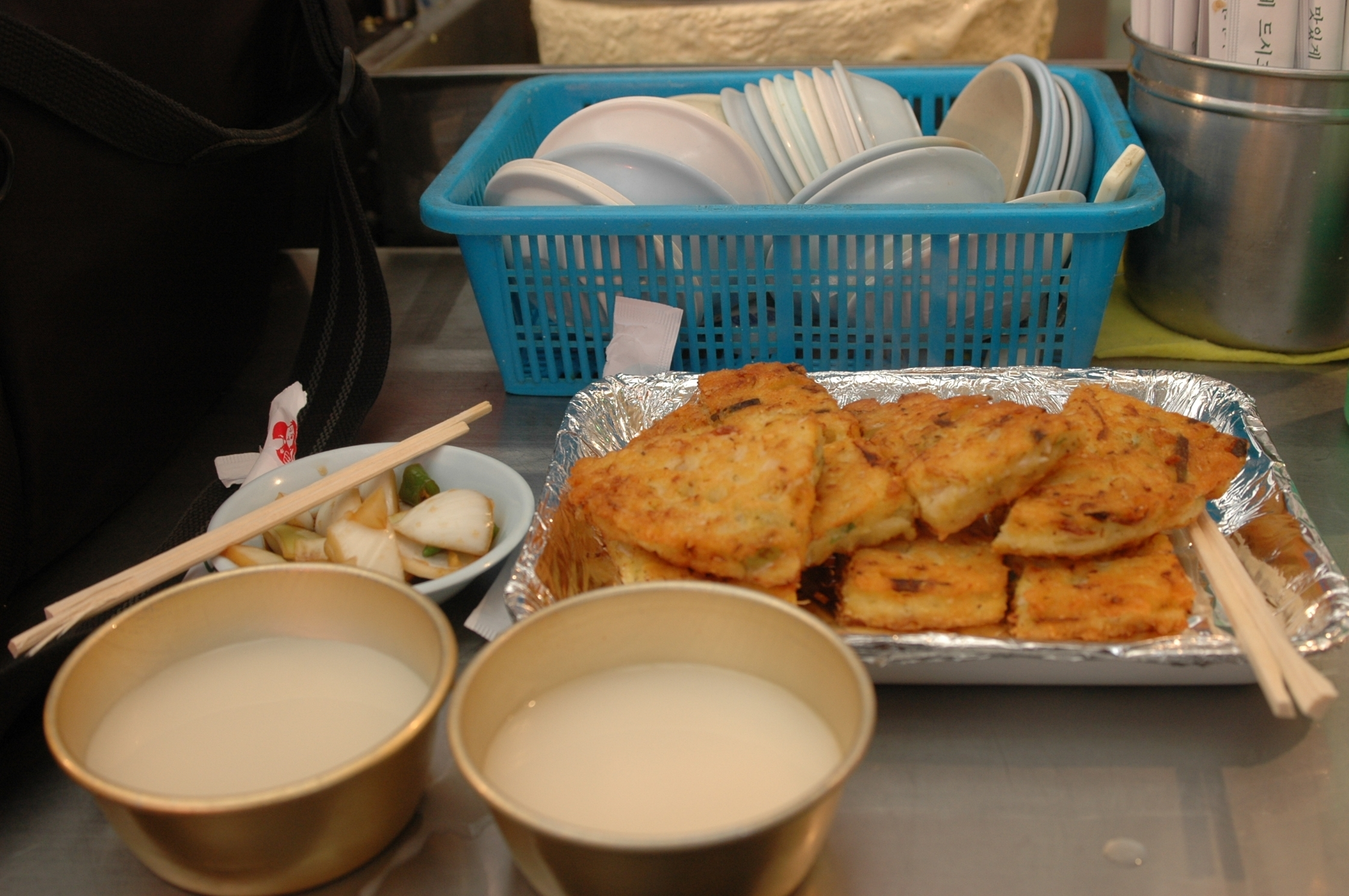
막걸리와 빈대떡

사회가 발전하면서 음주 문화가 바뀌기 시작했다. 과거에는 설날과 같은 특정한 날에 술을 마셨지만, 현재는 때와 상관없이 술을 마실 수 있다. 술자리의 목표는 좋은 친목을 도모하고 대화하는 데 마음을 여는 것이다. 일부 다른 측면들도 현대적인 방식에 적응하기 시작하고 있다; 한국인들은 모든 종류의 술을 즐기는 것으로 변하고 있다. 그들은 또한 "폭탄주"와 같은 특별한 칵테일을 만드는 것을 좋아한다. 폭탄주는 미국의 보일러 메이커와 비슷한 혼합 음료로, 맥주와 위스키를 혼합한 것과 비슷한 음료이다. 한국에서는 많은 사람들이 "폭탄주"를 좋아한다. 소주와 맥주= '소맥', 외국 술과 맥주, 소주, 맥주, 콜라 등이 대표적이다. 폭탄주는 사람들을 꽤 빨리 취하게 만들지만, 그럼에도 불구하고 사람들은 폭탄주를 즐겨 마시고 원샷을 한다. 레드 아이(맥주와 토마토를 섞은 칵테일)' '밀키스 주' 등 많은 새로운 것들이 유명해지고, 흔히 우유, 토마토 주스, 콜라, 커피 등 다른 액체와 술을 섞는 등 많은 폭탄주가 있다.

### 술 소비 빈도
2018년 WHO 보고서에 따르면, 한국 시민들은 1인당 연간 16L의 술을 마신다.  음주에 대한 아래에서 위로 향하는 접근법은 매번 조금씩 마시는 것보다 한 번에 한 잔씩 마시는 것이 미덕으로 여겨진다. 내국인에 대한 통계는 손님과 무심코 술을 마시든 과도하게 술을 마시든 친구와의 술을 마시는 것(44.2%), 직장 동료와 술을 마시는 것(34.2%), 집이나 친구 집에서 술을 마시는 것(29.3%), 집에서 혼자 마시는 술, 집에서 식사를 함께 마시는 술(27.5%) 등 5가지 유형으로 분류했다. 배경과 상관없이 음주는 현대 한국 사회화의 주요 부분이 되었다. 대다수의 한국인들은 음주를 사회 생활의 필수적인 요소로 여겨왔다. 즐거움, 행복, 또는 스트레스를 받는 시간 동안, 한국인들은 종종 취할 때까지 술을 마신다.

### 직장에서 음주
음주는 한국 문화에서 직장 사회화에 중요한 역할을 한다. 한국 조직에서 사회화의 가장 중요한 형태 중 하나는 "회식"이다. 회식은 보통 직원들이 모여 서로 술 소비를 독려하는 시간이다. 이러한 술자리는 아이디어 공유와 소셜 네트워크 구축을 촉진하고 영향을 미치도록 도와준다. 일반적인 입사 지원은 지원자에게 술을 마셨는지, 마셨다면 얼마나 마셨는 지 등을 밝히라고까지 요구하는 것으로 알려졌다. 지원 과정 중 일부는 지원자가 마실 수 있는 술을 여러 잔 주는 이른바 '알코올 면접'도 있다. 이것은 그들이 술을 얼마나 잘 마시는지, 술에 대한 관용은 얼마나 베풀어야 하는지를 결정할 것이고 그들이 그 조직과 잘 협력할 수 있는 사람인지 볼 것이다.
한국인들이 자주 술을 마시는 것에서 바라는 즐거움과 높은 텐션 외에도, 많은 직원들은 높은 양의 스트레스를 완화하기 위해 술을 마신다. 한 번에 6~7잔의 술을 마시는 것으로 규정되는 폭음 문화는 높아진 스트레스 수준을 해소하는 것과 밀접한 관련이 있다. 보고에 따르면 술을 마시는 한국인의 50% 이상이 스트레스를 해소하는 데 도움을 주기 위해 술을 마신다고 한다.

### 직원 복지적 차원
비록 한국의 음주 문화가 "원 샷"과 "바텀 업" 접근 방식이 발전했지만, 한국 정부는 폭음을 줄이기 위한 캠페인을 시작했다. 캠페인에 따르면, 사람들은 술을 섞지 말고, 술집에서 뛰어다니는 것을 자제하고, 오후 9시까지 집으로 돌아갈 것을 촉구 받았다. 회식은 우리나라의 주요 조직사회화 과정 중 하나일 수 있지만, 직원복지, 생산성, 근무환경에도 부정적인 영향을 미친다. 잦은 폭음은 지각, 숙취 또는 순수한 업무 기피로 인해 업무 생산성이 저하될 수 있다. 더 건강한 음주 습관을 장려하기 위해 식품의약품안전처는 한국인들에게 건강을 위협하지 않고 술을 즐기는 방법에 대한 정보를 제공하는 술래잡기라는 웹사이트를 만들었다.

### 술 관련 질병
음주는 한국인의 건강 악화의 두 번째 주요 원인이다. 세계보건기구는 음주가 건강과 관련된 삶의 질에 영향을 미치는 주요 요인으로 지목했다. 통계에 따르면, 한국의 주요 사망 원인은 암이었다. 간암 등 간질환이 국내 사망원인 10위권 안에 들었다. 골다공증 진단을 받는 한국인들도 증가하고 있는데, 그 주된 원인은 과도한 음주이다.

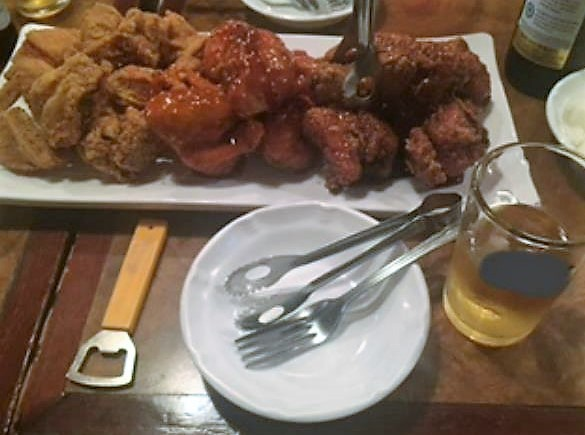
치맥, 치킨과 맥주(맥주)

## 같이 보기
- 치맥
- 한국의 주류